# Tana (dier)
De tana of grondtoepaja (Tupaia tana) is een zoogdier uit de familie van de echte toepaja's (Tupaiidae). De wetenschappelijke naam van de soort werd voor het eerst geldig gepubliceerd door Stamford Raffles in 1821.

## Kenmerken
De tana heeft een lengte van 20 cm en een staart van dezelfde lengte. 

## Verspreiding en leefgebied
Men vindt de soort op Sumatra en Borneo, vaak hoog in de bergen, maar de tana wordt evenzeer in bewoonde streken en zelfs in huizen aangetroffen.

## Ondersoorten
De soort heeft de volgende twee ondersoorten:
- Tupaia tana tana Raffles, 1821 – komt voor op Sumatra en omliggende eilanden.
- Tupaia tana speciosa (Wagner, 1841) – komt voor op Borneo en omliggende eilanden.